# Pollyanna
För andra betydelser, se Pollyanna (olika betydelser).
Pollyanna är en roman från 1913 av Eleanor H. Porter. Romanen handlar om en flicka som när hennes far dör får flytta in hos sin rika och ytterst stränga moster. Genom sin optimism och okuvliga tro på andra människors goda avsikter så får hon inte bara sin bittra moster, utan hela staden, att "tina upp". 
Uppföljarromaner är Pollyanna växer upp, av samma författare, och Pollyanna gifter sig av H. L. Smith.
Ibland används begreppet Pollyanna i överförd bemärkelse om den personlighetstyp som nämnda flicka, Pollyanna, representerar. Ett exempel på detta finns i låten "Everybody loves a lover" av Doris Day.

## Andra versioner
- Pollyanna (1913), hos Project Gutenberg
- Pollyanna (1918), svensk översättning av Elsa Ribbing hos Litteraturbanken och hos Projekt Runeberg

År 1920 gjordes stumfilmen Pollyanna  med Mary Pickford i huvudrollen. 
Disney gjorde 1960 filmen Pollyanna med Hayley Mills i titelrollen.
Det har också gjorts många filmatiseringar för TV, bland annat 2003 med Georgina Terry och Amanda Burton. 
Det japanska bolaget Nippon Animations har släppt flera animeserier.